# Музей современных искусств имени С. П. Дягилева СПбГУ
Музей современных искусств им. С. П. Дягилева СПбГУ — государственный музей современного искусства, первый в России университетский музей современного искусства, основанный в 2008 г. на базе Центра искусств им. Дягилева (1990—2008) и входящий в состав Главного управления по экспозиционно-музейной, библиотечной и издательской деятельности Санкт-Петербургского университета. Ядро коллекции — произведения представителей независимого искусства Ленинграда 1960—1980 годов. С 2000 г. размещается по адресу набережная Лейтенанта Шмидта, 11.

## История
Собранная центром Дягилева коллекция современного искусства 1978—2010 гг., насчитывающая 300 произведений, была передана в дар СПбГУ в 2008 г. Основателем музея и его первым директором (2009—2021) стала доктор искусствоведения и профессор СПбГУ Т. С. Юрьева (1943—2021), в 1990 г. один из учредителей Дягилевского центра. Старейшим сотрудником музея является петербургский художник-график и куратор Стас Казимов.

## Коллекции
В состав коллекции входят произведения живописи, графики, скульптуры и других видов искусства. Ядро коллекции составляют произведения представителей ленинградского независимого искусства 1960—1980-х годов. Среди них можно выделить прошедшего через сталинские лагеря участника «старопетергофской школы» Александра Батурина, представителей школы Осипа Сидлина — Анатолия Басина и Наталью Торееву, Владимира Овчинникова и Анатолия Васильева, участвовавших в 1964 году в запрещенной «выставке такелажников» в Эрмитаже. А также Глеба Богомолова, Анатолия Белкина, Валентина Герасименко и Николая Сажина, бывших участниками первых крупных выставок нонконформистов 1974—1975 годах в Доме культуры имени Газа и Доме культуры «Невский».
В собрание входят произведения З. Аршакуни, В.Афанасьева, А. Батурина, А. Белкина, О. Биантовской, Вика, Вад. Воинова, Ф. Волосенкова, А. Гавричкова, В. Духовлинова, А. Заславского, А. Зинштейна, Г. Израилевича, С. Казимова, Н. Казимовой, С. Ковальского, Г. Ковенчука, Л. Лазарева, В. Лукки, О. Лягачева-Хельги, Вяч. Михайлова, В. Мишина, Евг. Орлова, В. Пушницкого, А. Рапопорта, Л. Скобкиной, Н. Тимкова, И. Уралова, Евг. Ухналева, Е. Фигуриной, А. Штерна, Н. Цехомской, А. Ярыгина и других авторов.
Из даров художников сформировалась и коллекция современного зарубежного искусства, представленная мастерами из Италии, Голландии, Эстонии, США, Китая, Гонконга, Польши и других стран.